# Iridopsis vicaria
Iridopsis vicaria är en fjärilsart som beskrevs av Walker 1860. Iridopsis vicaria ingår i släktet Iridopsis och familjen mätare. Inga underarter finns listade i Catalogue of Life.